# Ilburnia
Ilburnia är ett släkte av insekter. Ilburnia ingår i familjen sporrstritar.

## Dottertaxa tillIlburnia, i alfabetisk ordning[1]
- Ilburnia acuta
- Ilburnia ahinahina
- Ilburnia aku
- Ilburnia amamau
- Ilburnia anceps
- Ilburnia argyroxiphii
- Ilburnia asteliae
- Ilburnia blackburni
- Ilburnia boehmeriae
- Ilburnia bridwelli
- Ilburnia campylothecae
- Ilburnia chambersi
- Ilburnia cheesmani
- Ilburnia coprosmae
- Ilburnia coprosmicola
- Ilburnia curvata
- Ilburnia cyathodis
- Ilburnia cyrtandrae
- Ilburnia cyrtandricola
- Ilburnia dianae
- Ilburnia dubautiae
- Ilburnia geranii
- Ilburnia giffardi
- Ilburnia gigantea
- Ilburnia gouldiae
- Ilburnia gunnerae
- Ilburnia haleakala
- Ilburnia halia
- Ilburnia hamadryas
- Ilburnia hamata
- Ilburnia ignobilis
- Ilburnia imbricola
- Ilburnia incommoda
- Ilburnia ipomoeicola
- Ilburnia koae
- Ilburnia koaephyllodii
- Ilburnia koebelei
- Ilburnia kokolau
- Ilburnia kuschei
- Ilburnia leahi
- Ilburnia lobeliae
- Ilburnia longipes
- Ilburnia mamake
- Ilburnia mauiensis
- Ilburnia monticola
- Ilburnia montistantala
- Ilburnia naenae
- Ilburnia neocyrtandrae
- Ilburnia neoraillardiae
- Ilburnia neowailupensis
- Ilburnia nephelias
- Ilburnia nephrolepidis
- Ilburnia nesogunnerae
- Ilburnia nesopele
- Ilburnia nigriceps
- Ilburnia nubigena
- Ilburnia oahuensis
- Ilburnia olympica
- Ilburnia osborni
- Ilburnia painiu
- Ilburnia palustris
- Ilburnia pele
- Ilburnia perkinsi
- Ilburnia phyllostegiae
- Ilburnia pilo
- Ilburnia pipturi
- Ilburnia procellaris
- Ilburnia pseudorubescens
- Ilburnia raillardiae
- Ilburnia raillardiicola
- Ilburnia rocki
- Ilburnia rubescens
- Ilburnia sharpi
- Ilburnia simulans
- Ilburnia sola
- Ilburnia stenogynicola
- Ilburnia sulcata
- Ilburnia swezeyi
- Ilburnia tetramalopii
- Ilburnia timberlakei
- Ilburnia ulehihi
- Ilburnia umbratica
- Ilburnia waikamoiensis
- Ilburnia wailupensis
- Ilburnia viridis